# Russell Morse Wilder
Russell Morse Wilder, Cincinnati, Ohio, noviembre de 1885, diciembre de 1959) fue un médico clínico. científico y profesor de Estados Unidos. Conocido por numerosas investigaciones sobre enfermedades de metabolismo y nutrición, entre ellas la dieta cetogénica que se utiliza para tratar la epilepsia.

## Vida
Nació el 24 de noviembre de 1885 en la ciudad de Cincinnati, Ohio. Su padre William Hamlin Wilder fue jefe de Oftalmología del Rush Medical Collegue de la Universidad de Chicago. Su madre Ella Taylor era nieta del Dr Thomas Carroll, un médico y profesor de esa especialidad en Cincinnati.
Su educación básica la realizó en Chicago, obteniendo su título de Bachiller universitario en ciencias en la Universidad de Chicago en 1907, un año de sus estudios pregrado lo realizó en Heidelberg, Alemania. En sus épocas de estudiante universitario se interesó por los islotes pancreáticos.
Contrajo matrimonio en 1911 con Lucy Elizabeth Beeler, hija de una familia de Hamilton, Ohio, con quien tuvo dos hijos. Y estando ya casado se recibió de médico en la Universidad de Chicago. Y en la misma institución estudió filosofía obteniendo un doctorado cum laude.